# Металопрокатний завод у Місті 10 рамадану
Металопрокатний завод у Місті 10 рамадану – підприємство чорної металургії Єгипту, майданчик якого знаходиться на північний схід від каїрської агломерації, в Місті 10 рамадану.
Завод почав роботу в 1993 році, а у 1995-му став першим виробничим активом групи Ezz Steel – наразі найбільшого єгипетського виробника в галузі чорної металургії. 
Основним елементом заводу є прокатний стан, що первісно був розрахований на випуск 400 тисяч тон будівельної арматури та котушки на рік. Наразі на сайті Ezz Steel зазначено, що підприємство має річну потужність у 500 тисяч тон, а серед його продукції наявні зварні труби.
Можливо також відзначити, що необхідну для роботи прокатного заводу сортову заготовку можуть випускати належні Ezz Steel металургійні комбінати у Александрії та Айн-Сохні.